# برنهارد اکشتاین
برنهارد اکشتاین (انگلیسی: Bernhard Eckstein; ۲۱ اوت ۱۹۳۵ – ۱۰ نوامبر ۲۰۱۷) دوچرخه‌سوار اهل آلمان بود.
وی در مسابقات کشوری و بین‌المللی در مجموع برندهٔ ۱ مدال طلا شده‌است.